# Rodolfo Peña Flores
Rodolfo Rodrigo Peña Flores (San José, 12 de septiembre de 1963-23 de julio de 2021) fue un administrador de empresas, empresario turístico y político costarricense que se desempeñó como diputado de la Asamblea Legislativa de Costa Rica por el cuarto lugar de la provincia de Guanacaste, del 1 de mayo de 2018 hasta el día de su muerte.
Peña fungió como jefe de la bancada del Partido Unidad Social Cristiana (PUSC) de 2020 al 2021 y había sido electo el 1 de mayo de 2021 como primer secretario del Directorio de la Asamblea Legislativa, el tercer puesto en importancia del Congreso, sin embargo, a los pocos días contrajo COVID-19 y debió ser hospitalizado. Tras una larga estadía en el hospital y su posterior traslado a San José para continuar su proceso de recuperación, murió el 23 de julio de 2021 a los 57 años de edad.

## Biografía
Peña Flores nació en el distrito metropolitano de Hospital, en el cantón central de San José, el 12 de septiembre de 1963. Cursó la primaria en la Escuela República de Venezuela, la secundaria en el Colegio Napoleón Quesada Salazar y se graduó por la Universidad de Costa Rica con un título en ecología con énfasis en turismo.
Sostuvo una relación Ana Luisa Aráuz Amoretti y juntos procrearon dos hijos: Esteban y Luis Adrián Peña Aráuz. El 22 de diciembre de 2005 contrajo matrimonio con Marcela Cordero Quirós y juntos procrearon dos hijos: María Gabriela y Rodolfo Miguel Peña Cordero. Se divorció en 2020, durante su gestión como diputado.
Peña trabajó en el Instituto Nacional de Seguros (INS) desde 1993 hasta 1995, fue asesor financiero de la empresa Constructora CONLI LTDA desde 2002 hasta 2015; gerente general del Hotel La Siesta desde 1987 hasta su fallecimiento; asesor financiero de la Cámara de Turismo de Liberia desde 1987 hasta 2005; presidente de la Empresa Piafe Andaluz S. A., asesor financiero de la Firma Importadora SOISA de Centroamérica S. A. desde 1999 hasta 2016; vicepresidente de la Asociación Deportiva de Futbol Municipal Liberia y presidente de la empresa El Trompo Guanacasteco S. A.
En el campo político, fue presidente de la Juventud Socialcristiana de Goicoechea entre 1982 y 1984, militante activo de la dirigencia del PUSC en Guanacaste desde 1990 hasta 2017 y candidato a alcalde del cantón de Liberia por el PUSC en 2010 y 2016. Fue electo por el PUSC como candidato a diputado por la provincia de Guanacaste en las elecciones del 2018 y resultó electo con 20 654 votos.

## Gestión como diputado
Peña ocupó puestos en las comisiones de Hacendarios, Ambiente, Nombramientos, Control de Ingreso y Gasto Público, Agropecuarios y Turismo, sin embargo, recibió constantes menciones en medios de comunicación por su papel en la Comisión de Nombramientos, desde donde logró que se recomendara al Plenario el nombramiento de magistrados de la Corte Suprema de Justicia afines a su persona.
Presentó, como proponente principal o coproponente, un total de 155 proyectos de ley, acuerdos legislativos y reformas reglamentarias.

## Enfermedad y muerte
El 1 de mayo de 2021, después de la sesión solemne para escoger el Directorio de la última legislatura del periodo legislativo 2018-2022, los 17 diputados del Partido Liberación Nacional (PLN) realizaron un almuerzo y compartieron sin mascarillas en un espacio cerrado dentro de las instalaciones del Congreso.
La actividad originó una cadena de contagios que había iniciado con la diputada Ana Karine Niño Gutiérrez, quien se realizó la prueba el 2 de mayo tras el contagio de un familiar, pero obtuvo su diagnóstico positivo hasta el 5 de mayo. Al día siguiente, la fracción del PLN fue enviada aislamiento y las autoridades sanitarias les indicaron hacerse prueba PCR para determinar si habían resultado infectados.
La presidenta del Congreso, Silvia Hernández Sánchez, informó que había dado positivo en su prueba de COVID-19. Ante ello, el diputado Rodolfo Peña, quien se había sentado junto a Hernández desde el martes 4 hasta el jueves 6 de mayo en la mesa del directorio, se sometió a la prueba diagnóstico y dio positivo.
La enfermedad del congresista progresó al punto de que requirió ser trasladado de emergencia al Hospital de Liberia, donde permaneció internado por dos meses. Posteriormente, fue trasladado al Hospital Calderón Guardia en San José, donde falleció el 23 de julio producto de las secuelas de la enfermedad.

La Asamblea Legislativa realizó una capilla ardiente a los restos del diputado, a la cual solo pudo asistir una pequeña comitiva del Poder Ejecutivo y del Partido Unidad Social Cristiana, a razón de las medidas sanitarias por la pandemia.

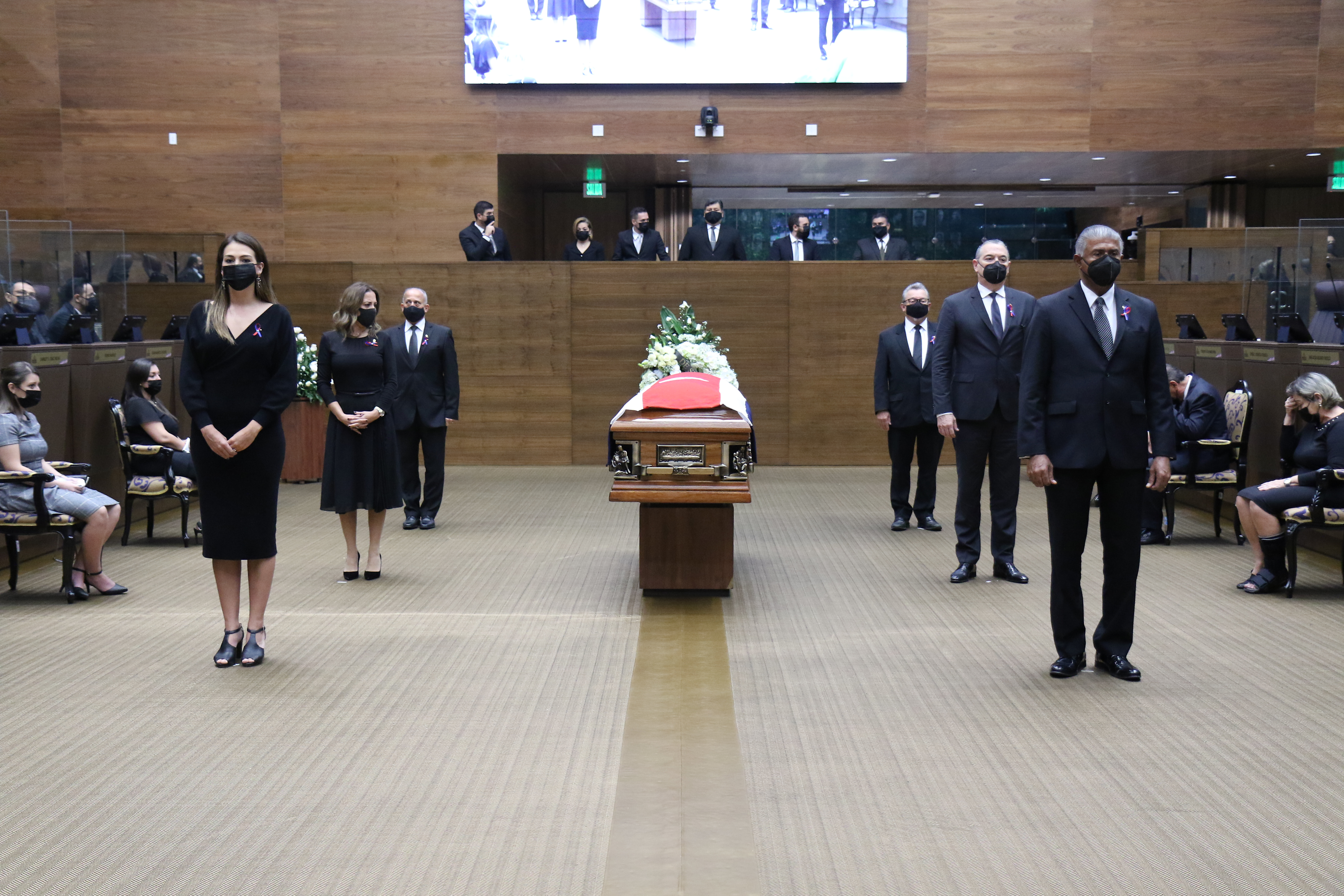
Capilla Ardiente y Guardia de Honor al féretro del diputado Peña por parte de diputados del Partido Liberación Nacional.
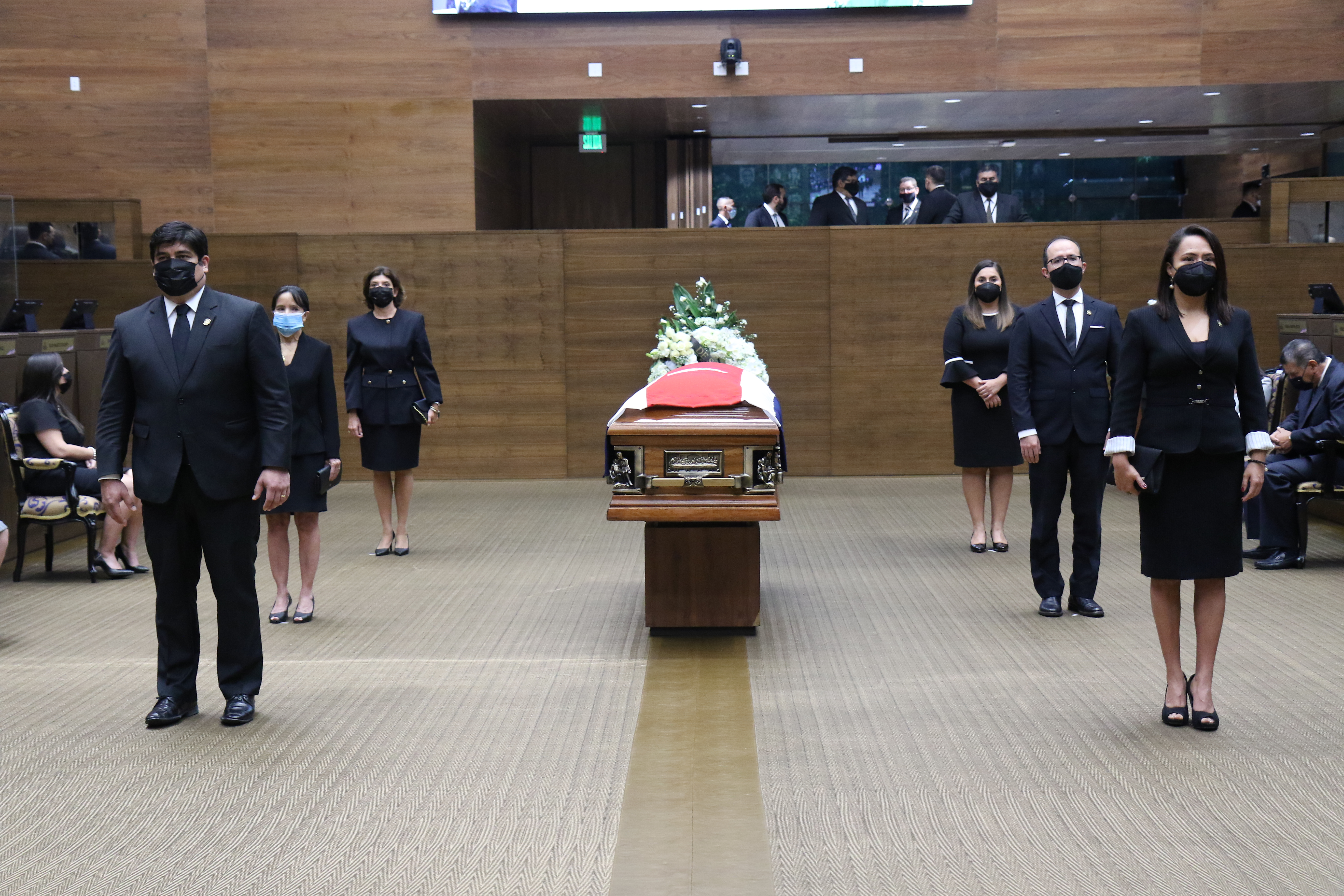
Capilla Ardiente y Guardia de Honor al féretro del diputado Peña por parte del presidente de la República, Carlos Alvarado Quesada, la ministra de la Presidencia, Geannina Dinarte Romero y otros funcionarios del Poder Ejecutivo.
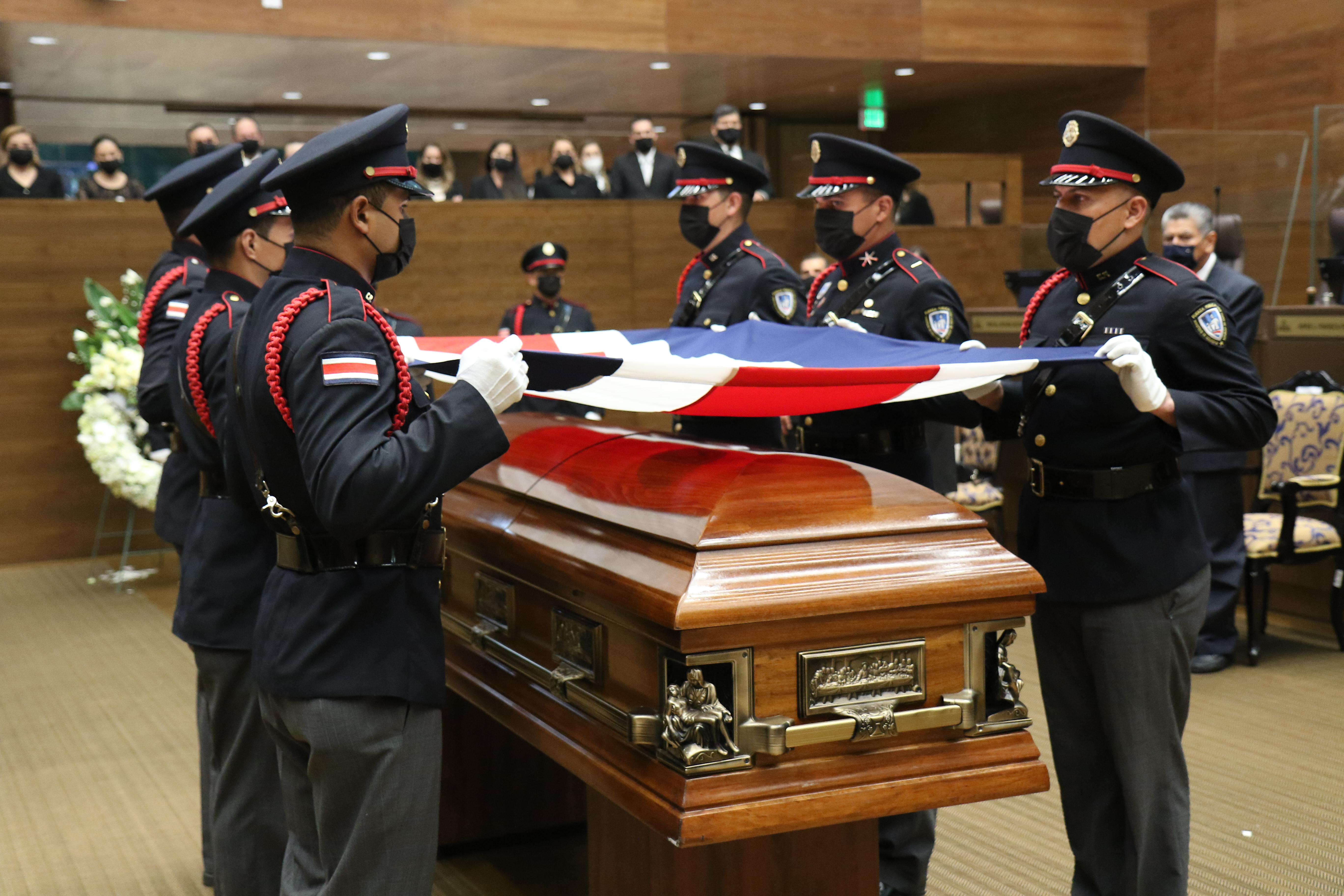
Capilla Ardiente y Guardia de Honor al féretro del diputado Peña por efectivos de la Guardia de Honor Presidencial.
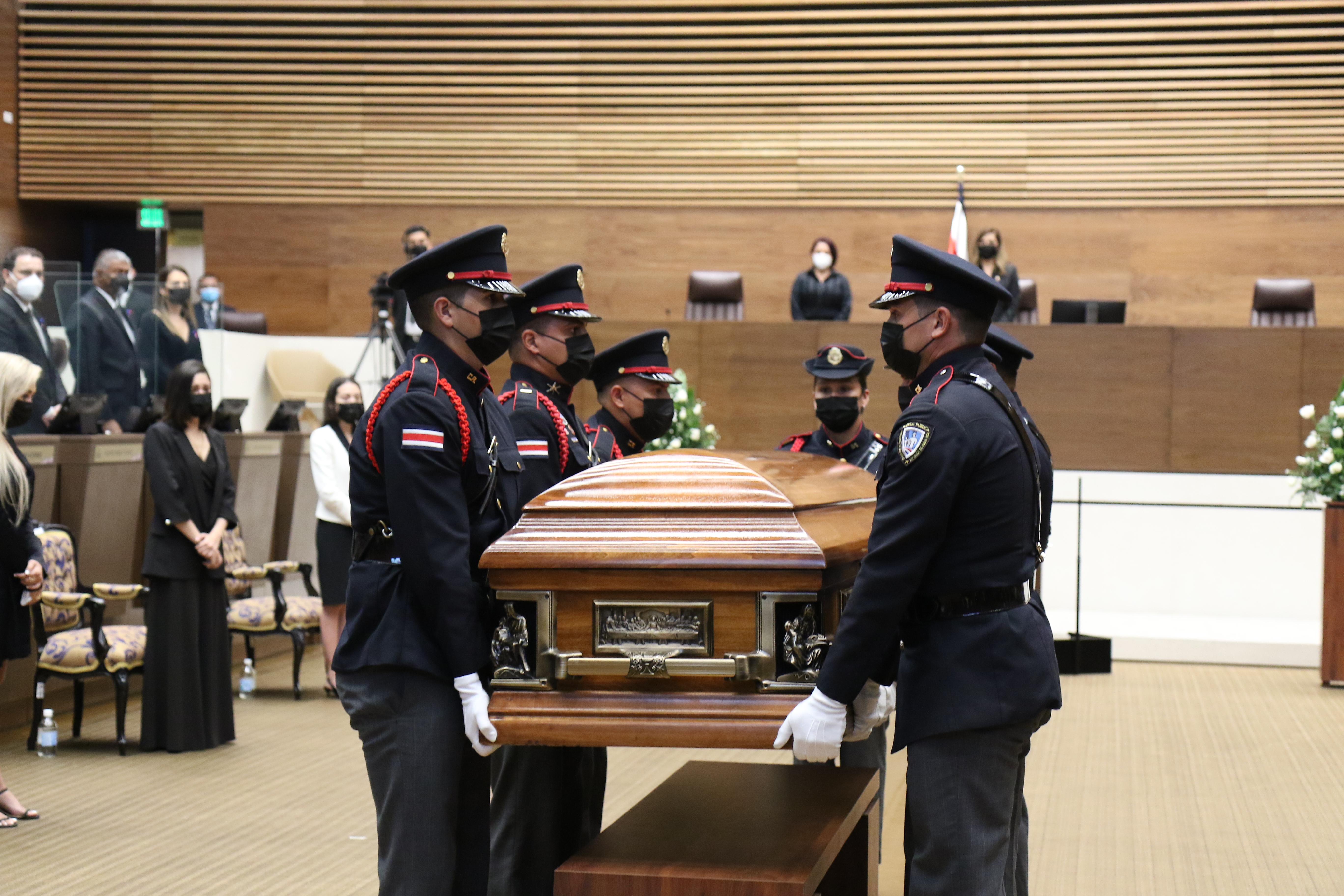
Capilla Ardiente y Guardia de Honor al féretro del diputado Peña por efectivos de la Guardia de Honor Presidencial.
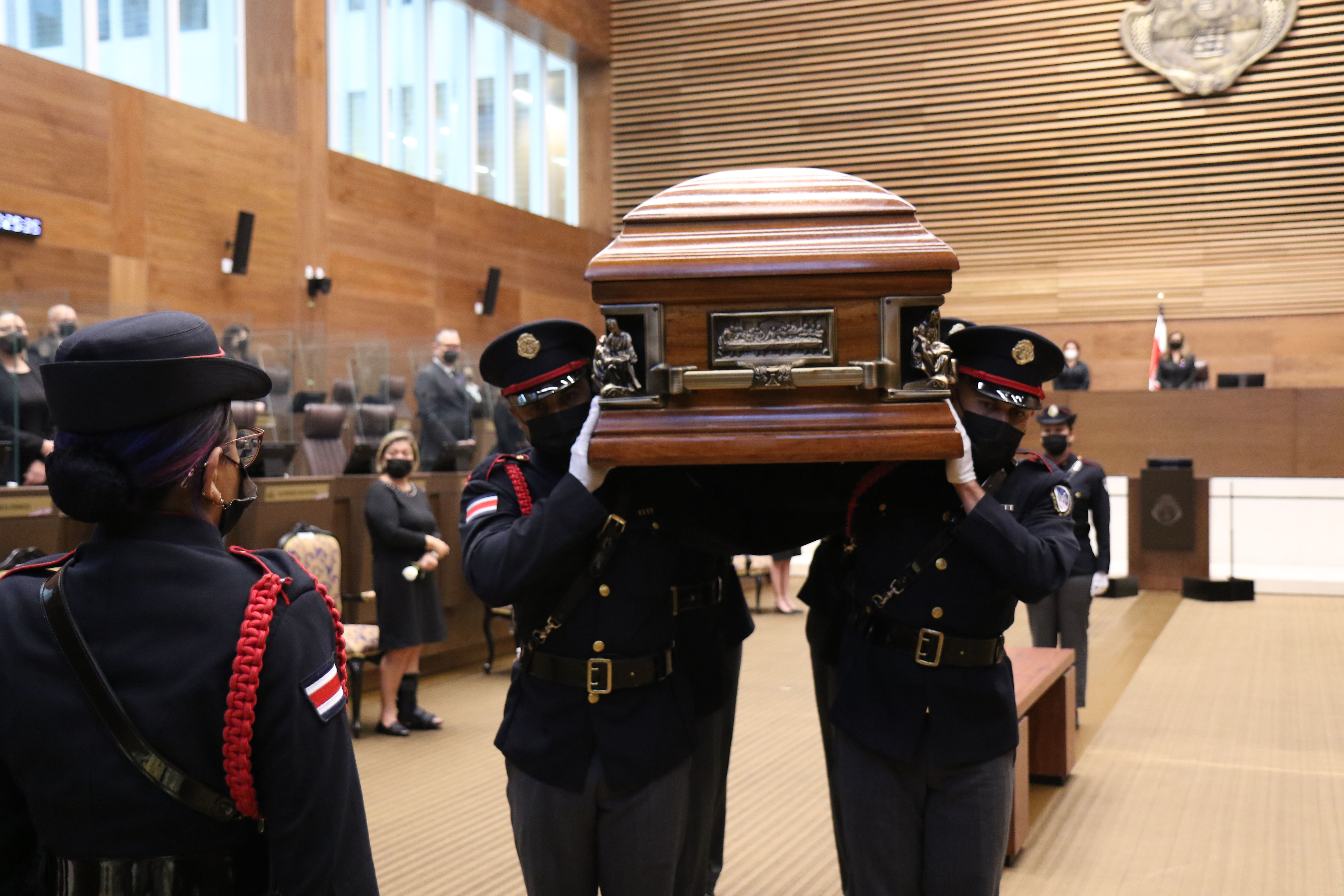
Capilla Ardiente y Guardia de Honor al féretro del diputado Peña por efectivos de la Guardia de Honor Presidencial.